# Noboru Nakamura
Noboru Nakamura (jap. 中村登, Nakamura Noboru; * 4. August 1913 in Tokio; † 20. Mai 1981) war ein japanischer Regisseur und Drehbuchautor.

## Leben und Karriere
Noboru Nakamuras Film Koto wurde 1964 und der Film Chieko-shō 1968 für den Oscar (Academy Award) in der Kategorie für den besten fremdsprachigen Film nominiert. Sein Film Drei Gesichter der Liebe oder Verlorener Frühling (Sekishun) war 1967 bei den 17. Internationalen Filmfestspielen in Berlin zu sehen. Sein frühes Werk Nami lief 1952 beim Film Festival in Cannes unter dem Titel Vagues.

## Filmografie (Auswahl)
- 1950: Eden no umi
- 1951: Nami (波)
- 1951: Home Sweet Home (我が家は楽し Waga ya wa tanoshi)
- 1953: Adventure of Natsuko (夏子の冒険 Natsuko no bōken)
- 1954: Aizen katsura (愛染かつら)
- 1954: Kazoku kaigi: Tôkyô-hen, Ôsaka-hen
- 1955: The Mask and Destiny (Shuzenji monagatari)
- 1957: Cloudburst oder Hard Rain (土砂降り Doshaburi)
- 1960: Towering Waves (年/松竹大船 Nami no tō)
- 1960: I-Ro-Ha-Ni-Ho-He-To (いろはにほへと)
- 1962: Zoku aizen katsura (愛染かつら)
- 1963: Koto (古都 Koto)
- 1964: Mädchen im Schatten (夜の片鱗 Yoru no henrin)
- 1966: The River Kino (紀ノ川、 Kinokawa)
- 1966: Danshun (auch Drehbuch)
- 1967: Drei Gesichter der Liebe (惜春 Sekishun, auch Drehbuch)
- 1967: Chieko-shō (智恵子抄, auch Drehbuch)
- 1968: Waga toso
- 1968: Sôshun
- 1969: Through Days and Months (日も月も Hi mo tsuki mo)
- 1969: The Song from My Heart (Waga koi waga uta, auch Drehbuch)
- 1970: Journey of Love (Kaze no bojo)
- 1971: Ai to shi
- 1974: Three Old Ladies (三婆 Sanbaba)
- 1977: Shiokari Pass (遺書 白い少女)
- 1979: Nichiren (日蓮)